# Barbacoas (Colombie)
Pour les articles homonymes, voir Barbacoas.
Barbacoas est une municipalité située dans le département de Nariño en Colombie.
Elle fut fondée en 1640 par les conquistadors espagnols. Sous leur domination, les exploitations des alluvions aurifères et platinifères furent très actives.

## Toponymie
- Barbacoas : les maisons dans lesquelles vivaient les indigènes Awa (ou Kwaiker) du sud-ouest de la Colombie attirèrent l'attention des Espagnols arrivant dans la région. C'étaient des maisons sur pilotis, le plus souvent construites au-dessus de l'eau. Les Espagnols les appelèrent barbacoas, l'équivalent de « huttes sur pilotis » et ce nom désigna toute la province[2].
- Santa María del Puerto de las Barbacoas : nom donné au bourg par les Espagnols lors de sa fondation en 1640[3].

## Histoire

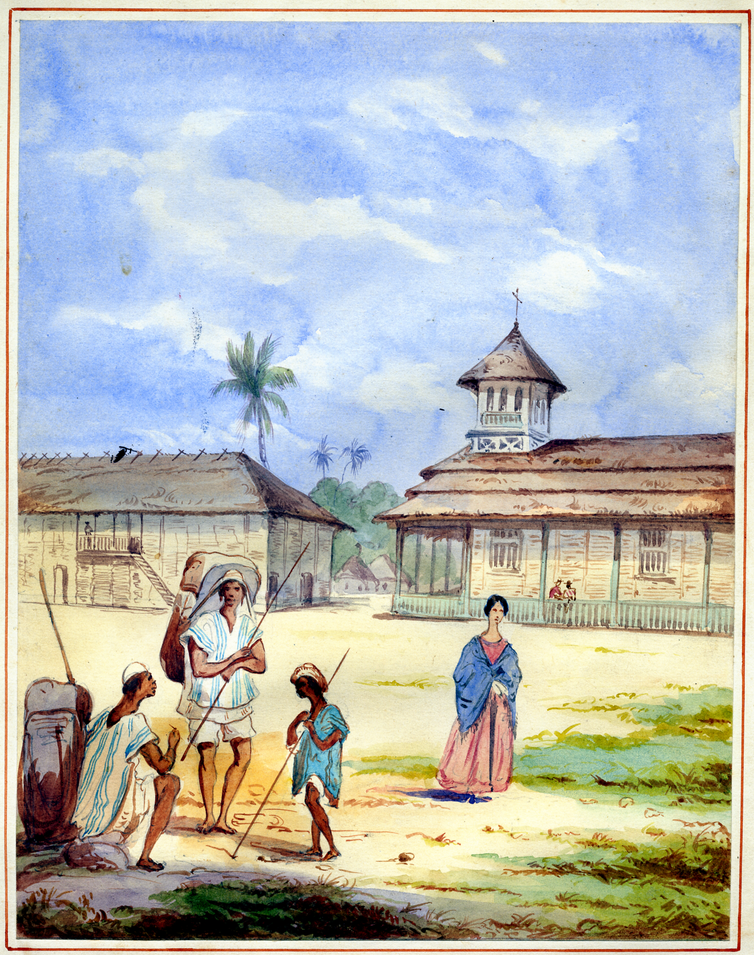
La place principale de Barbacoas, province de Barbacoas : aquarelle de Manuel María Paz en 1853.

En 1640, les Espagnols fondèrent Santa María del Puerto, actuellement Barbacoas, sur la rive gauche du río Telembí. Ce bourg, qui figure dans de nombreux documents sous le nom de Santa María del Puerto de las Barbacoas, devint le centre de la région.
Le missionnaire jésuite Lucas de la Cueva fut envoyé de Quito (Équateur) pour convertir les indigènes appelés Barbacoas.
À la fin de la période coloniale, le centre urbain de Barbacoas établit avec les zones rurales des relations d'une certaine complexité. Un système original est mis en place dans lequel l'espace reste largement accessible à tous. En dehors des mines et de quelques concessions, les résidents ne s'approprient pas légalement les terres où ils s'installent. Ces terres restent la propriété du gouvernement en tant que baldíos (terres officiellement vides et susceptibles d'adjudication ultérieure). Ce système ne pose guère de problèmes de voisinage tant la densité de la population est faible.

### Exploitations minières
Sous la domination espagnole, les alluvions aurifères de la région de Barbacoas et du littoral du Pacifique firent l'objet d'une exploitation très active. 
Les chimistes français Théophile-Jules Pelouze et Edmond Frémy mentionnent dans un ouvrage intitulé Traité de chimie générale (édition de 1855) l'existence, à Barbacoas, de mines de platine exploitées.
Dans un ouvrage intitulé la Colombie économique (édition de 1914), René Roger écrit : « Toute la province de Barbacoas [...], arrosée par de nombreux fleuves, possède un territoire aurifère. La quantité d'or qui s'extrait mensuellement des nombreuses mines en exploitation est considérable. »

### Suites du conflit armé colombien
La population colombienne continue à subir les conséquences du conflit armé entamé dans les années 1960. Les combats sont fréquents à Barbacoas et ont causé à plusieurs reprises le déplacement temporaire de milliers de personnes. Le Comité international de la Croix-Rouge (CICR) poursuit ses efforts pour alléger les souffrances des blessés et des personnes déplacées.

## Géographie
Barbacoas se trouve sur la rive gauche du río Telembí, affluent du río Patía.

## Culture et patrimoine
Le peintre et dessinateur Manuel María Paz (1820-1902), né à Almaguer, dans le département de Cauca, accompagna la Commission chorographique (Comisión Corográfica) chargée d'étudier la géographie, la cartographie, les ressources naturelles, l'histoire naturelle, la culture régionale et l'agriculture de la Nouvelle-Grenade, et qui commença ses travaux en 1850.
En 1853, la Commission chorographique entreprit une mission dans les provinces de Barbacoas, Chocó, Buenaventura, Túquerres, San Juan de Pasto et Popayán. Manuel María Paz travailla sous la direction de l'ingénieur et géographe italien Agostino Codazzi (1793-1859) qui combattit aux côtés de Simón Bolívar. Manuel María Paz réalisa, dans un style naturaliste, des aquarelles et des estampes des provinces traversées lors de cette mission. Ces œuvres sont conservées à la Bibliothèque nationale de Colombie.

## Blason
Le blason de Barbacoas, de champ composé, est constitué par trois quartiers : au premier d'argent, passées en sautoir, une rivelaine, outil à double pic utilisé dans les mines, et une canne de commandement, élément distinctif du chef et guide dans les diverses réserves indigènes de la région, comportant à son extrémité supérieure, trois flammes aux couleurs du drapeau de Barbacoas : jaune, noir et vert. Le jaune symbolise la richesse aurifère, le noir la race et les différents groupes ethniques de la région, le vert symbolisant la faune et la flore.
Au deuxième quartier, sous un ciel d'azur à un soleil d'or non figuré, se trouvent les montagnes de sinople, représentant l'environnement de la ville, avec la faune et la flore des réserves naturelles et ses rivières d'azur.
Au troisième quartier, en pointe, sur fond d'or, se trouve un « cununo », instrument de musique traditionnel, conique.
L'écu, de forme tiers-point, au contour supérieur cintré, est entouré sur deux côtés d'une triple bordure d'or, de sable et de sinople (jaune, noir et vert). Sur la bordure noire est inscrite la devise : « Terra de paz esperanza y progreso » (Terre de paix, d'espérance et de progrès). Un tortil avec le nom de la ville surmonte le blason.

## Personnalité liée à la municipalité
- Bréiner Castillo (1978-....) : footballeur né à Barbacoas.